# Bakonszeg
Bakonszeg là một thị trấn thuộc hạt Hajdú-Bihar, Hungary. Thị trấn này có diện tích 35,03 km², dân số năm 2010 là 1155 người, mật độ 33 người/km².